# Tufal Khan Dakhni
Tufal Khan Dakhni fou un sultà, considerat el darrer imadxàhida de Berar.
Era un noble dakhni força ambiciós. Va servir sota Darya Imad Shah i va arribar a wazir. Quan Darya va morir el 1561 el va succeir el seu fill Burhan Imad Shah que només tenia 3 anys sota la regència de Tufal Khan Dakhni.
El 1565 aprofitant la minoria, Murtada Nizam Shah d'Ahmednagar va envair el Berar aliat amb Ali Adil Shah de Bijapur; el país fou assolat però els invasors es van retirar quan va arribar el temps de les pluges. Segurament el 1566 Berar fou envaït pel sobirà farúquida de Khandesh Miran Muhammad Shah II. El regent Tufal va encarregar el comandament de l'exèrcit a Jag Dev Rao, un ex ministre de Golconda que havia estat destituït i s'havia refugiat a Berar. Jag Dev va derrotar l'exèrcit de Khandesh en diversos enfrontaments.
El 1568 el regent va usurpar el tron i va enviar al jove príncep (de 10 anys) a l'exili i va agafar el títol de xa. Mai va tenir el suport de la població.
Tufal Khan Dakhni va acabar el seu regnat el 1572 quan Murtada Nizam Shah d'Ahmednagar va envair Berar amb un exèrcit. Tufal va fugir a la fortalesa de Narnala, a la muntanya, amb el seu pupil Burhan Imad Shah, i va demanar ajut a l'emperador mogol Akbar el Gran. Aquest va ordenar a Murtada a retirar-se i entregar-li el control de Berar, però el nizamshàhida no en va fer cas i va seguir conquerint totes les fortaleses de Berar que encara resistien, especialment la de Narnala. Tufal i Burhan, i un grapat dels seus homes, foren capturats i portats a una de les fortaleses ja en poder de Murtada, on foren tancats i un matí se'ls va trobar morts; alguns deien que havien estat enverinats i altres asfixiats perquè el lloc era massa petit per tanta gent (1574).